# پلوهو
پلوهو (به اسپانیایی: Pelluhue) یک شهرستان در شیلی است که در Cauquenes Province واقع شده‌است. پلوهو ۳۷۱٫۴ کیلومتر مربع مساحت و ۶٬۶۲۰ نفر جمعیت دارد و ۱۱ متر بالاتر از سطح دریا واقع شده‌است.